# 8½
8½ è un film del 1963 co-scritto e diretto da Federico Fellini.
La pellicola ottenne, tra gli altri riconoscimenti, l'Oscar al miglior film in lingua straniera e quello ai migliori costumi nel 1964. Vede come protagonista Marcello Mastroianni nel ruolo di Guido Anselmi, un regista confuso alle prese con la sua prossima opera.
È considerato uno dei capolavori di Fellini e una delle migliori pellicole cinematografiche di tutti i tempi, fonte d'ispirazione per generazioni di registi. È stato inserito nella lista dei 100 film italiani da salvare, ed è stato inoltre classificato al 51º posto nella classifica dei 500 migliori film della storia dalla rivista Empire.
È il primo film in cui Claudia Cardinale recita con la sua voce, cosa fortemente voluta dallo stesso Fellini, deciso a valorizzare una voce così graffiata e inusuale per gli standard cinematografici di quell'epoca.
La prima mondiale del film si svolse al cinema Fiamma di Roma il 13 febbraio 1963.

## Trama

Una scena del film

Guido Anselmi, un affermato regista di quarantatré anni, sta elaborando il suo prossimo film. Egli si trova a trascorrere un periodo di riposo in una stazione di cure termali (il set reale fu ambientato nel Lazio, principalmente a Roma, ma si riferisce a Chianciano Terme, luogo che Fellini era solito frequentare). Guido cerca in quella località di coniugare i propri problemi fisici (stanchezza cardiaca) con quelli della produzione del film, ancora in fase di preparazione.
La quiete che vorrebbe è continuamente minata dalla presenza delle maestranze del film (produttore, tecnici, attori) che soggiornano nel suo stesso albergo e che vedono in lui l'unico appoggio sicuro. Ma il suo spirito creativo si è inaridito e non riesce a dare una direzione chiara al suo progetto cinematografico. Oltretutto, ai suoi problemi professionali si aggiungono grattacapi sentimentali.
L'amante lo raggiunge alle terme e poco dopo arriva anche sua moglie. Sollecitato dal produttore, interrogato dai suoi assistenti e dagli attori che vogliono capire quale storia stia per raccontare, quali intenzioni vorrebbe esprimere, cerca di imbastire alla meglio una trama: un bilancio fatto di rapporti con personaggi reali e di fantasticherie, ricordi, sogni, che si inseriscono all'improvviso negli avvenimenti concreti delle sue giornate e delle sue notti. Dei suoi sogni fanno parte i ricordi del padre e della madre, morti, con i quali egli discorre teneramente, come con persone vicine.
Continui dubbi e incertezze si palesano attraverso una crisi esistenziale senza via d'uscita, in cui non riesce a dare un senso al suo rapporto con gli altri e al suo passato. Tutto questo non fa che rendere consapevole quello smarrimento che egli si porta dentro da anni e che le cure dell'esistenza quotidiana e del lavoro avevano in parte mascherato. In un onirico, fatato affresco di immagini si alternano un centinaio di personaggi di contorno, tra cui spiccano: un intellettuale, che gli è stato messo alle calcagna dal produttore, la moglie, l'amante e la protagonista femminile del film in produzione.

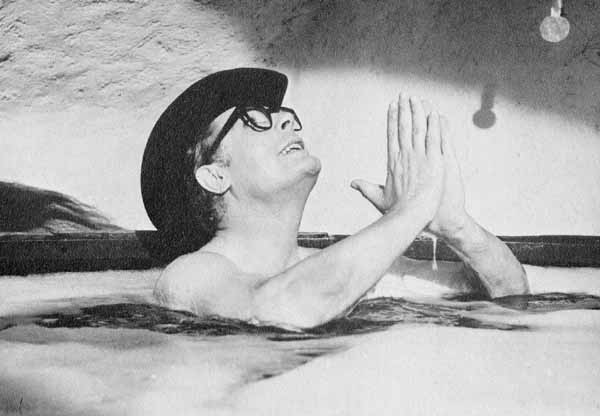
Marcello Mastroianni in una scena del film

I giorni trascorrono mentre i fatti reali, i ricordi e le fantasie del regista si accavallano sempre più fino a diventare indistinguibili. Il produttore fa visionare a Guido i provini già girati e presso la scenografia di un'enorme piattaforma di lancio per un'astronave indice una conferenza stampa in cui finalmente il regista dovrà raccontare a tutti quelle che sono le sue intenzioni riguardo al film, ma in realtà il regista è sempre più confuso, non ha idea di cosa vuole raccontare, né di come farlo.
La sua confusione professionale rispecchia la sua confusione esistenziale: è la fine della sua carriera e della sua stessa vita. Così decide di abbandonare la regia del film durante la conferenza stampa. Ma proprio quando tutto sembra essere finito, quando i giornalisti si sono allontanati e le maestranze iniziano a smontare il set di un film che non si farà più, Guido ha la percezione che tutto quello che gli accade intorno, tutte le persone che ha conosciuto e che con lui hanno percorso la strada della vita, nel bene e nel male, sono parte di lui.
Tutti insieme in un girotondo circense roteano intorno a lui, che li dirige, ma che da loro riceve, un dare-avere indistinguibile. Nel carosello finale con tutti i personaggi del film, il regista, che ha ora riconquistato l'innocenza e la gioia di vivere, si rivede bambino.

## Produzione

### Sviluppo
Dopo aver girato Le tentazioni del dottor Antonio, episodio del film corale Boccaccio '70, per la testa di Fellini comincia a girare l'idea di un nuovo film, però non un'idea precisa, piuttosto un accumulo di idee vaghe che tentano di mescolarsi tra loro. Quando parla del progetto all'amico Ennio Flaiano questi non sembra convinto e non capisce come si possa filmare il pensiero di un uomo, la sua immaginazione, i suoi sogni.
La scrittura della sceneggiatura non procede, non c'è un progetto preciso e Fellini non ha neanche un titolo da dargli: si accontenta per il momento del provvisorio 8½, poiché questa pellicola viene dopo sei film interamente da lui diretti (Lo sceicco bianco, I vitelloni, La strada, Il bidone, Le notti di Cabiria e La dolce vita) più tre "mezzi" film, in quanto codiretti con altri registi (cioè Luci del varietà, girato assieme ad Alberto Lattuada, l'episodio Agenzia Matrimoniale ne L'amore in città e l'episodio Le tentazioni del dottor Antonio in Boccaccio '70).
Quando tutto è pronto sorge un problema di cui Fellini non ha ancora parlato a nessuno: il film non c'è più, l'idea che aveva in testa è sparita. Quando è ormai deciso a comunicare la disfatta al produttore Angelo Rizzoli, Fellini viene interrotto da un capo macchina di Cinecittà che lo chiama per festeggiare il compleanno di un macchinista.
Durante i festeggiamenti gli arrivano gli auguri per il nuovo film, che ormai non c'è più, però una volta seduto su una panchina arriva il lampo di genio: il film parlerà proprio di questo, di un regista che voleva fare un film, però non si ricorda più quale, cosicché il protagonista, Guido Anselmi, interpretato da Marcello Mastroianni, diventa la proiezione di Fellini stesso per un nuovo capolavoro del regista, con cui arriverà al terzo premio Oscar della sua carriera, forse il più importante di tutti.
Mastroianni non fu la prima scelta: all'inizio infatti Fellini pensò a Laurence Olivier o Charlie Chaplin. Anche per avere Sandra Milo, Fellini dovette lottare, perché il marito di lei si opponeva al suo ritorno al cinema, dopo la delusione del film Vanina Vanini di Roberto Rossellini. Rimasero invece fin dall'inizio Anouk Aimée, già presente ne La dolce vita, e Claudia Cardinale, che per la prima volta non venne doppiata e che stava lavorando contemporaneamente anche a Il Gattopardo.
All'uscita del film in diverse copie distribuite in Italia alcune scene erano virate (in seppia in certe copie, in azzurro in altre): si trattava, come spiegava una didascalia all'inizio del film, delle scene che rappresentavano ciò che era sognato o immaginato dal protagonista. Il viraggio fu deciso dalla casa distributrice per facilitare agli spettatori la distinzione fra scene reali e non, specie nell'ottica della distribuzione in mercati stranieri.
Altre sequenze invece Fellini le volle sovraesposte (cioè eccessivamente luminose, effetto ottenuto in fase di stampa dei positivi), come la sequenza alla fonte, quando Marcello è in fila con altre persone, con il suo bicchiere in mano. Questo aspetto volutamente abbacinato della scena è andato perduto con il recente restauro del film. I restauratori hanno rifatto la sequenza con un perfetto bianco e nero estremamente contrastato, tradendo così le originali intenzioni di Fellini.

### Riprese
Le riprese del film si sono svolte tra il maggio e l'ottobre 1962 negli studi di Cinecittà, a Roma.
Come dirà lo stesso Fellini in un'intervista:
(Federico Fellini, Fare un film, p. 166)

## Accoglienza

### Critica
Il film venne accolto positivamente dalla critica in modo pressoché unanime. Sull'aggregatore di recensioni Rotten Tomatoes il film ha il 98% di valutazioni positive, su Metacritic ha invece ottenuto un voto di 91 su 100, su Imdb il pubblico lo ha votato con 8.0 su 10.
Elogiato in particolare da Morando Morandini (in Storia del cinema di Adelio Ferrero), Giovanni Grazzini (il Corriere della Sera) e François Truffaut che così ne parla: "Fellini mostra che un regista è prima di tutto un tizio che dalla mattina alla sera viene seccato da un mare di gente che gli pone domande alle quali non sa, non vuole o non può rispondere. La sua testa è piena di piccole idee divergenti, di impressioni, di sensazioni, di desideri nascenti e si pretende da lui che dia certezze, nomi precisi, cifre esatte, indicazioni di luogo e di tempo. Lo si può ammirare ovunque: lo scetticismo di sua cognata («Hallo, come sta il nostro venditore di fumo»), gli rivolta lo stomaco. Il solo mezzo per vendicarsi è di integrare di forza la cognata nelle sue fantasticherie erotiche, per esempio quella dell'harem in cui raggiungerà, tra le altre, una bella sconosciuta che noi spettatori abbiamo intravista al telefono nella hall dell'albergo ma che avremmo giurato che Mastroianni-Guido non avesse notata! Tutti i tormenti che possono distruggere le energie di un regista prima delle riprese sono qui accuratamente enumerati in questa cronaca che sta alla preparazione di un film come Rififi sta alla elaborazione di un colpo."
Alberto Moravia ha descritto il protagonista del film, Guido Anselmi, come: "un erotomane, un sadico, un masochista, un mitomane, un pauroso della vita, un nostalgico del seno materno, un buffone, un mistificatore e un imbroglione. Per qualche aspetto rassomiglia un poco a Leopold Bloom, l’eroe dell’Ulysses di Joyce che Fellini mostra in più punti di aver letto e meditato. Il film è tutto introverso, ossia, in sostanza, è un monologo interiore alternato a radi squarci di realtà. La nevrosi dell’impotenza è illustrata da Fellini con una precisione clinica impressionante e, forse, talvolta persino involontaria. […] I sogni di Fellini sono sempre sorprendenti e, in senso figurativo, originali; mai nei ricordi traluce un sentimento più delicato e più profondo. Per questo i due episodi dell’infanzia nella rustica casa romagnola e della fanciullezza con il primo incontro con la donna sulla spiaggia di Rimini, sono i più belli del film e tra i più belli di tutta l’opera di Fellini".
Incasso accertato nelle sale a tutto il 30 giugno 1965: £ 729.172.439. Guadagnò inoltre 50 690 $ al Box-office degli Stati Uniti.
Il regista Martin Scorsese lo ha inserito nella lista dei suoi dodici film preferiti di tutti i tempi, in seconda posizione.
Il film è stato inoltre selezionato tra i 100 film italiani da salvare. Nel 2008 la rivista Empire lo inserì al 51º posto nella lista dei 500 migliori film della storia.

## Riconoscimenti
- 1964 – Premio Oscar
  - Miglior film straniero (Italia)
  - Migliori costumi a Piero Gherardi
  - Candidatura Miglior regia a Federico Fellini
  - Candidatura Miglior sceneggiatura originale a Federico Fellini, Ennio Flaiano, Tullio Pinelli e Brunello Rondi
  - Candidatura Miglior scenografia a Piero Gherardi
- 1964 – Premio BAFTA
  - Candidatura Miglior film straniero a Federico Fellini e Angelo Rizzoli
- 1964 – Nastro d'argento
  - Regista del miglior film a Federico Fellini
  - Miglior produttore a Angelo Rizzoli
  - Miglior attrice non protagonista a Sandra Milo
  - Miglior soggetto a Ennio Flaiano e Federico Fellini
  - Migliore sceneggiatura a Federico Fellini, Brunello Rondi, Tullio Pinelli e Ennio Flaiano
  - Migliore direttore della fotografia a Gianni Di Venanzo
  - Miglior colonna sonora per un film drammatico a Nino Rota
  - Candidatura Miglior attore protagonista a Marcello Mastroianni
  - Candidatura Migliore scenografia a Piero Gherardi
  - Candidatura Migliori costumi a Piero Gherardi
- 1963 – Grolla d'oro
  - Miglior regista a Federico Fellini
- 1963 – National Board of Review Award
  - Miglior film straniero
- Festival di Mosca 1963
  - Gran Premio
- 1963 – New York Film Critics Circle Award
  - Miglior film in lingua straniera
- 2010 – A partire dal 2010 il BIF&ST di Bari assegna un Premio intitolato Fellini 8½ per l'Eccellenza Artistica.

## Influenza culturale
La scena del ballo è stata ripresa in Pulp Fiction di Quentin Tarantino.
Si trova nella lista dei film preferiti di Martin Scorsese e Leonardo DiCaprio.
Il film è stato di ispirazione per l'album Exuvia del rapper italiano Caparezza, il quale lo cita in diversi testi, sia del sopracitato che del suo disco precedente, Prisoner 709.